# TCF15
TCF15 (англ. Transcription factor 15) – білок, який кодується однойменним геном, розташованим у людей на короткому плечі 20-ї хромосоми. Довжина поліпептидного ланцюга білка становить 199 амінокислот, а молекулярна маса — 20 816.
| 10         |  | 20         |  | 30         |  | 40         |  | 50         |
| ---------- |  | ---------- |  | ---------- |  | ---------- |  | ---------- |
| MAFALLRPVG |  | AHVLYPDVRL |  | LSEDEENRSE |  | SDASDQSFGC |  | CEGPEAARRG |
| PGPGGGRRAG |  | GGGGAGPVVV |  | VRQRQAANAR |  | ERDRTQSVNT |  | AFTALRTLIP |
| TEPVDRKLSK |  | IETVRLASSY |  | IAHLANVLLL |  | GDSADDGQPC |  | FRAAGSAKGA |
| VPAAADGGRQ |  | PRSICTFCLS |  | NQRKGGGRRD |  | LGGSCLKVRG |  | VAPLRGPRR  |

A: Аланін

C: Цистеїн

D: Аспарагінова кислота

E: Глутамінова кислота

F: Фенілаланін

G: Гліцин

H: Гістидин

I: Ізолейцин

K: Лізин

L: Лейцин

M: Метіонін

N: Аспарагін

P: Пролін

Q: Глутамін

R: Аргінін

S: Серин

T: Треонін

V: Валін

Кодований геном білок за функцією належить до білків розвитку. 
Задіяний у таких біологічних процесах, як транскрипція, регуляція транскрипції. 
Білок має сайт для зв'язування з ДНК. 
Локалізований у ядрі.